# 편취판결
편취판결(騙取判決)이란 당사자가 악의 또는 불법한 수단으로 상대방이나 법원을 기망하여 부당한 내용의 판결을 받는 것으로 사위판결, 편취된 판결이라고도 한다. 편취판결도 법적 안정성과 재심에 관한 제451조 규정상 유효이다.

## 형태
1. 타인의 성명모용판결
2. 소취하 합의에 의하여 피고불출석의 원인을 스스로 조성하여 놓고 소취하를 함이 없이 피고의 불출석의 허를 찔러 승소판결을 받은 경우
3. 피고의 주소를 알고 있음에도 소재불명으로 속여 공시송달명령을 받아 피고가 모르는 사이에 승소판결을 받는 경우
4. 피고의 주소를 허위로 적어 그 주소에 소장부본을 송달케하고 실제로 피고 아닌 원고나 그 하수인이 송달받았는데도 법원으로 하여금 피고 자신이 송달받고도 답변서를 제출하지 않은 것으로 속게 만들고 피고의 자백간주로 무변론의 원고승소판결을 받은 경우

## 사례
상한 오렌지 주스를 마시고 식중독으로 병원에 입원하게 된 원고 P는 피고 J 주스회사를 상대로 소를 제기하였다. 원고는 피고 J의 주소를 알고 있음에도 불구하고 소재불명으로 속여 공시송달명령을 받아 피고가 모르는 사이에 승소판결을 받은 경우 피고는 판결의 편취를 주장할 수 있다.

## 참고 문헌
- 허위주소 기재로 인한 판결편취-전북일보 2000.02.17

## 같이 보기
- 추후보완